# الدوري التشيكوسلوفاكي 1978–79
الدوري التشيكوسلوفاكي 1978–79 هو الموسم 72 من الدوري التشيكوسلوفاكي ‏. أشرف على تنظيمه اتحاد جمهورية التشيك لكرة القدم، وكان عدد الأندية المشاركة فيه 16، وفاز فيه FK Dukla Prague ‏.